# Fabiola Valentín
Fabiola Krystal Valentín González (Camuy, 9 de septiembre de 1999) es conocida por trabajar como modelo para diferentes marcas populares y portadas de revista. Ha representado a su municipio de Camuy, en el escenario de Miss Universo Puerto Rico 2019 donde obtuvo el título de Segunda finalista, luego por la pandemia de COVID-19 Valentín fue designada Miss Grand Puerto Rico 2020, lo que la llevó a representar a Puerto Rico en el certamen Miss Grand Internacional 2020 en Tailandia. Se posicionó entre la 10 semifinalistas.

## Trayectoria profesional

### Miss Universo Puerto Rico 2019
Valentín participó representando a Camuy en el certamen Miss Universo Puerto Rico 2019, ocupando el puesto de segunda finalista, con Madison Anderson como ganadora.

### Miss Grand Puerto Rico 2020
Fabiola fue designada Miss Grand Puerto Rico 2020, ya que debido a la pandemia de COVID-19 el concurso no pudo celebrarse.

### Miss Grand Internacional 2020
Representó a Puerto Rico en el certamen Miss Grand International 2020 en Bangkok, Tailandia, el 27 de marzo de 2021, donde clasificó para las 10 mejores Miss Grand International 2020 junto a representantes de Argentina (Mariana Varela), Malasia (Jasebel Shalani), República Checa (Denisa Spergerova) y Tailandia (Chantarapadit Namfon). Finalmente la representante de los Estados Unidos obtuvo la victoria.

## Vida personal
En 2022 anunció su matrimonio en San Juan de Puerto Rico con Mariana Varela, con quién compitió en Miss Grand Internacional 2020.